# Autoportrait (Raphaël)
Pour les articles homonymes, voir Autoportrait (homonymie).

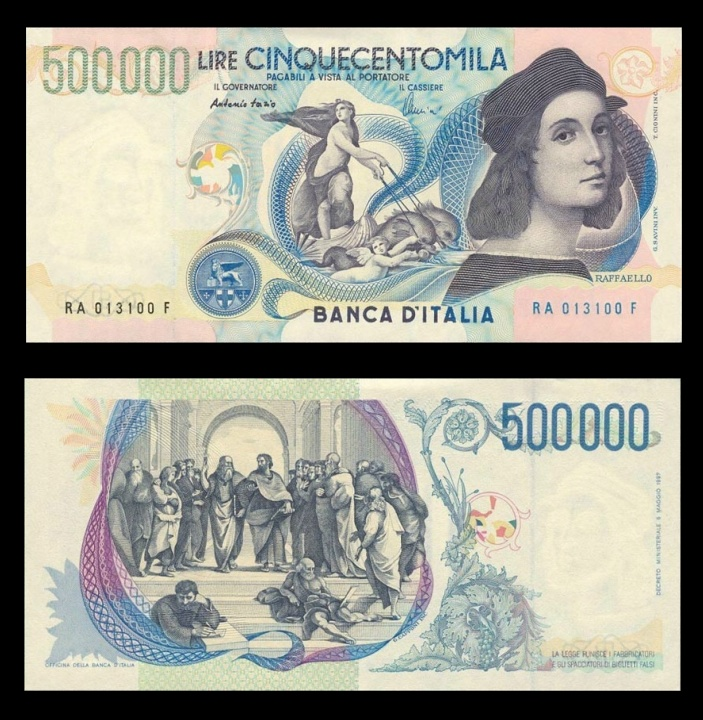
Raphaël sur le billet de banque

Le tableau Autoportrait est une peinture à l'huile sur bois de 47,5 × 33 cm du peintre Raphaël, son autoportrait conservé à la Galerie des Offices, à Florence.

## Histoire
L'œuvre est probablement celle qui a été citée dans la Nota de' quadri buoni d'Urbino achetés dans la ville par le cardinal Léopold de Médicis et visible à Rome, à l'Accademia di San Luca, où l'avait emmené Federico Zuccari.
La peinture, à cause en partie de son mauvais état de conservation, a souvent soulevé des doutes quant à son attribution mais aujourd'hui la paternité est généralement admise même si des réserves subsistent encore.
Concernant sa datation, certains la placent à la période de son séjour florentin, d'autres à une période plus avancée comme copie autographe ou partiellement seulement de l'autoportrait visible dans l'École d'Athènes conservée au Vatican.
La peinture est entrée dans l'iconographie commune et a été reproduite en Italie sur le billet de banque de 500 000 lires.

## Description
Le personnage, représenté par son buste, regarde directement dans les yeux du spectateur. La figure est représentée pratiquement de dos, montrant le visage par une torsion du cou donnant au portrait un effet dynamique.
L'habit et le couvre-chef sont sombres. Ce type d'habillement est commun dans les portraits de nombreux peintres de l'époque comme ceux du Pérugin et celui de Lorenzo di Credi.
Les cheveux sont longs comme dans d'autres représentations de Raphaël, le visage jeune et frais, sérieux et bien composé se détachant de la tache sombre des cheveux et de l'arrière-plan lui aussi sombre, de couleur brune.

## Interprétation en gravure
Le tableau a été interprété au XIXe siècle par le graveur Jacques Étienne Pannier (1802-1869).